# 大分市美術館
大分市美術館（おおいたしびじゅつかん）は、大分県大分市にある大分市運営の美術館である。

## 概要
1999年2月開館。大分市市街地の南側にある上野の森の丘陵地に位置し、近隣の大分県立大分上野丘高等学校、楊志館高等学校等の学校とともに文教地区を形成している。
国の重要文化財を含む田能村竹田を中心とする帆足杏雨、田能村直入などの豊後南画や髙山辰雄、福田平八郎の日本画、洋画の佐藤敬、竹工芸の生野祥雲斎、現代美術では吉村益信や風倉匠、赤瀬川原平、篠原有司男、田中信太郎などのネオ・ダダを含む、大分県、大分市にゆかりのある美術家の作品を中心に収蔵、常設展示している。また、ゴヤ、浜田知明、駒井哲郎、加納光於、ジョセフ・アルバースなどのまとまった版画のコレクションも充実している。写真のコレクションでは、ネオ・ダダ関連の写真をはじめ、秋山庄太郎の写真も多数所蔵している。
企画展示室では年間を通じて国内外のさまざまなタイプの特別展を年間7回程度開催している。屋外には原口典之、青木野枝、剣持和夫、村井進吾といった現代彫刻なども設置しており、散策コースの公園と一体になった芸術的環境を形作っている。
教育普及活動にも力を入れており、子ども講座をはじめとする各種講座を行っている。

## 施設

### 展示施設
- 常設展示室（展示室1～4）
- 企画展示室（企画展示室1～2）

### 建築概要
- 建築名称 - 大分市美術館
- 建築主 - 大分市
- 設計者 - 内井昭蔵建築設計事務所[1]
- 施工者　- 清水建設・佐伯建設特定建設工事共同企業体[1]
- 規模 - 地上2階[1]
- 敷地面積 - 12.98ha（上野丘公園全体）[1]
- 建築面積 - 6,570.65m2[1]
- 延床面積 - 9,036.48m2[1]
- 構造 - RC造、一部SRC造[1]

## 所蔵文化財

### 重要文化財
- 田能村竹田関係資料（帆足家伝来） - 明細は以下に別記。

「田能村竹田関係資料」の画像（※作品画像は「田能村竹田」の項も参照。）

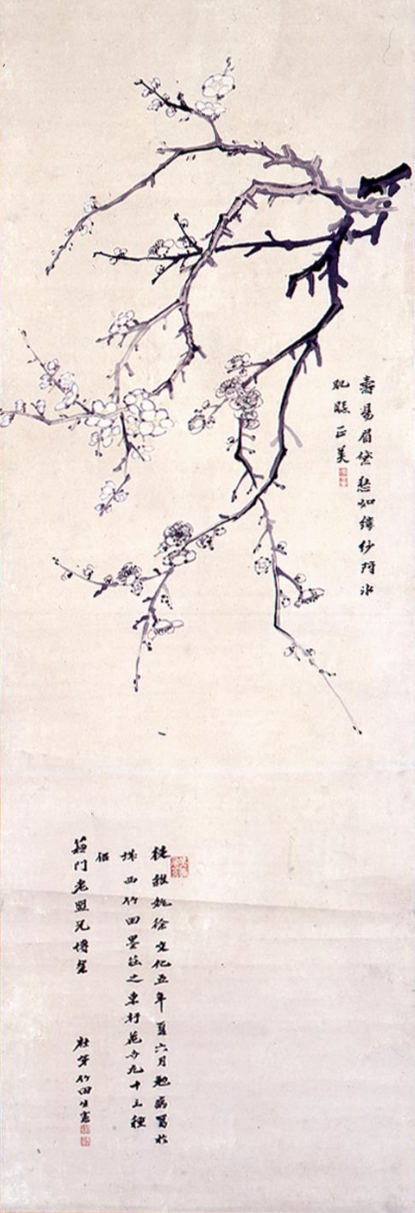
花卉図（6幅のうち白梅図）1808年
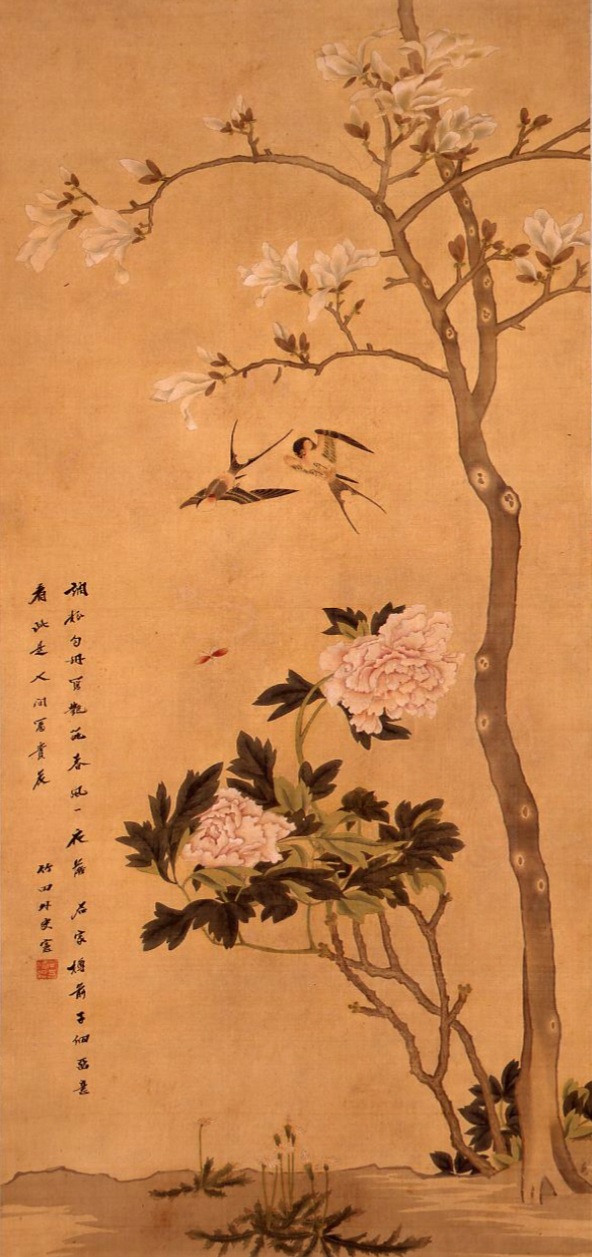
四季花鳥図（春）1809年
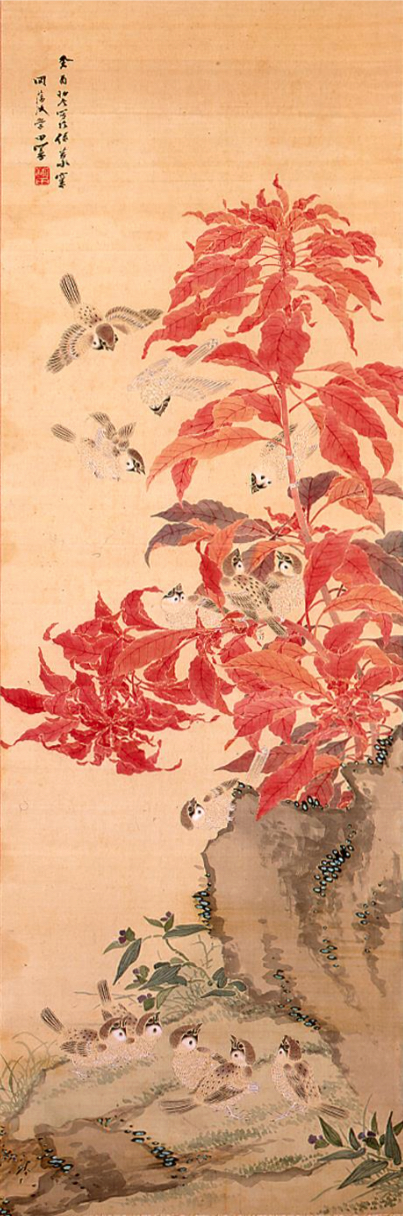
雁来紅群雀図 1813年
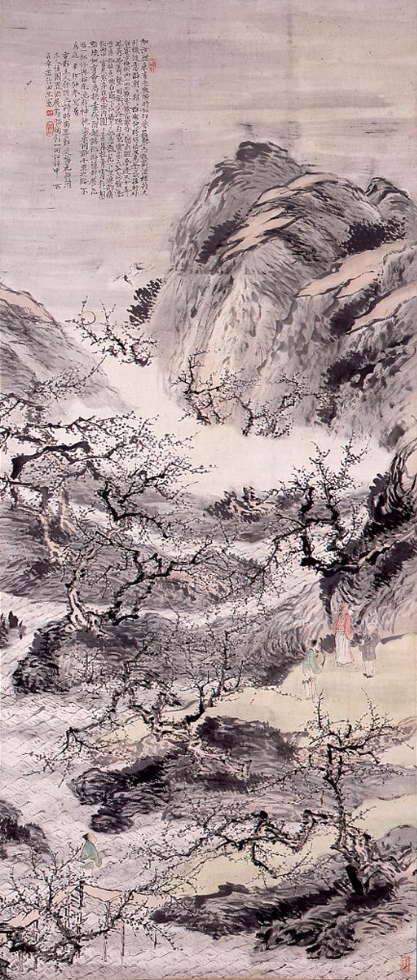
暗香疎影図 1831年
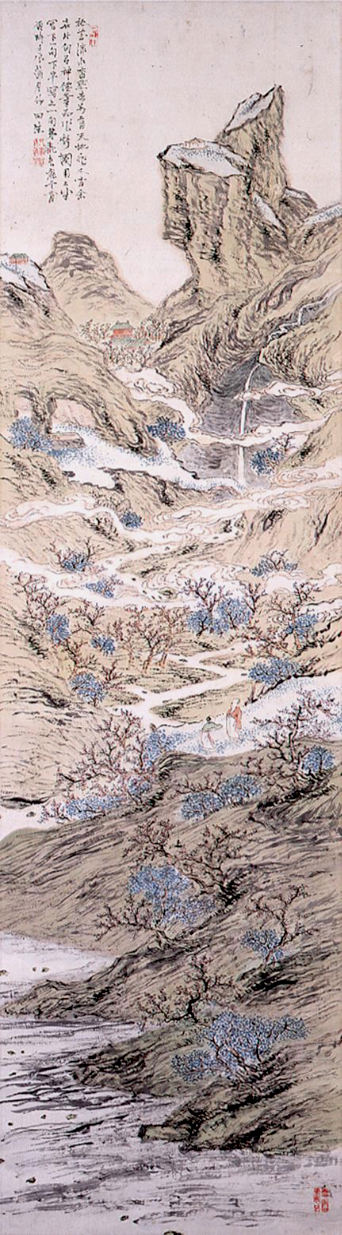
桃花流水図 1832年

## 所在地
大分県大分市大字上野865番地

## 交通
- 鉄道 - 最寄駅はJR九州久大本線古国府駅であるが、日豊・久大・豊肥本線大分駅よりバス等の利用が一般的である。
- バス - 大分駅上野の森口（南口）バスのりばから大分きゃんバス 「大分市美術館方面」行きで大分市美術館停留所下車（所要時間約7分）